# Moselle Open 2018
Moselle Open 2018 byl tenisový turnaj pořádaný jako součást mužského okruhu ATP World Tour, který se hrál na krytých dvorcích s tvrdým povrchem v Arènes de Metz. Probíhal mezi 17. až 23. zářím 2018 v francouzských Metách jako šestnáctý ročník turnaje.
Turnaj s rozpočtem 561 345 eur patřil do kategorie ATP World Tour 250. Nejvýše nasazeným hráčem ve dvouhře se stal dvanáctý tenista světa Kei Nišikori z Japonska, kterého v semifinále vyřadil německý kvalifikant Matthias Bachinger. Jako poslední přímý účastník do hlavní singlové soutěže nastoupil estonský 98. hráč žebříčku Jürgen Zopp.
Čtrnáctý singlový titul na okruhu ATP Tour a třetí metský vybojoval 33letý Francouz Gilles Simon. Čtyřhru ovládla francouzská dvojice Nicolas Mahut a Édouard Roger-Vasselin, kteří Moselle Open vyhráli podruhé v kariéře a každý z nich si připsal čtvrtý individuální metský triumf. Zároveň se stali devátou ryze francouzskou dvojicí, která událost ovládla.

## Rozdělení bodů a finančních odměn

### Rozdělení bodů
| Soutěž  | vítězové | finalisté | semifinalisté | čtvrtfinalisté | 16 v kole | 32 v kole | Q  | Q2 | Q1 |
| ------- | -------- | --------- | ------------- | -------------- | --------- | --------- | -- | -- | -- |
| dvouhra | 250      | 150       | 90            | 45             | 20        | 0         | 12 | 6  | 0  |
| čtyřhra | 250      | 150       | 90            | 45             | 0         | —         | —  | —  | —  |

### Finanční odměny
| Soutěž                              | vítězové | finalisté | semifinalisté | čtvrtfinalisté | 16 v kole | 32 v kole | Q2     | Q1     |
| ----------------------------------- | -------- | --------- | ------------- | -------------- | --------- | --------- | ------ | ------ |
| dvouhra                             | €89 435  | €47 105   | €25 515       | €14 535        | €8 565    | €5 075    | €2 285 | €1 145 |
| čtyřhra                             | €27 170  | €14 280   | €7 740        | €4 430         | €2 590    | —         | —      | —      |
| částka ve čtyřhře je uvedena na pár |          |           |               |                |           |           |        |        |

## Mužská dvouhra

### Nasazení
| Stát                         | Hráč                  | ATP | Nasazení |
| ---------------------------- | --------------------- | --- | -------- |
| Japonsko                     | Kei Nišikori          | 12. | 1.       |
| Řecko                        | Stefanos Tsitsipas    | 15. | 2.       |
| Francie                      | Lucas Pouille         | 19. | 3.       |
| Francie                      | Richard Gasquet       | 24. | 4.       |
| Gruzie                       | Nikoloz Basilašvili   | 31. | 5.       |
| Francie                      | Adrian Mannarino      | 32. | 6.       |
| Srbsko                       | Filip Krajinović      | 33. | 7.       |
| Německo                      | Philipp Kohlschreiber | 36. | 8.       |
| Žebříček ATP k 10. září 2018 |                       |     |          |

### Jiné formy účasti
Následující hráči obdrželi divokou kartu do hlavní soutěže:
- Quentin Halys
- Ugo Humbert
- Corentin Moutet

Následující hráči postoupili z kvalifikace:
- Matthias Bachinger
- Constant Lestienne
- Kenny de Schepper
- Bernard Tomic

Následující hráči postoupili z kvalifikace jako tzv. šťastní poražení:
- Grégoire Barrère
- Yannick Maden

### Odhlášení
před zahájením turnaje
- Marius Copil → nahradil jej  Jürgen Zopp
- Philipp Kohlschreiber → nahradil jej  Yannick Maden
- Lucas Pouille → nahradil jej  Grégoire Barrère

## Mužská čtyřhra

### Nasazení
| Stát                                                                    | Hráč           | Stát               | Hráč                   | ATP  | Nasazení |
| ----------------------------------------------------------------------- | -------------- | ------------------ | ---------------------- | ---- | -------- |
| Francie                                                                 | Nicolas Mahut  | Francie            | Édouard Roger-Vasselin | 43.  | 1.       |
| Pákistán                                                                | Ajsám Kúreší   | Nový Zéland        | Artem Sitak            | 74.  | 2.       |
| Nizozemsko                                                              | Wesley Koolhof | Argentina          | Andrés Molteni         | 92.  | 3.       |
| Spojené království                                                      | Ken Skupski    | Spojené království | Neal Skupski           | 106. | 4.       |
| Žebříček ATP k 10. září 2018; číslo je součtem umístění obou členů páru |                |                    |                        |      |          |

### Jiné formy účasti
Následující páry obdržely divokou kartu do hlavní soutěže:
- Jo-Wilfried Tsonga /  Ugo Humbert
- Lucas Pouille /  Grégoire Barrère

Následující pár nastoupil do čtyřhry z pozice náhradníka:
- Sander Arends /  Romain Arneodo

### Odhlášení
před zahájením turnaje
- Mischa Zverev

## Přehled finále

### Mužská dvouhra
- Gilles Simon vs.  Matthias Bachinger, 7–6(7–2), 6–1

### Mužská čtyřhra
- Nicolas Mahut /  Édouard Roger-Vasselin vs.  Ken Skupski /  Neal Skupski 6–1, 7–5